# Ulica Bohaterów UPA we Lwowie
Ulica Bohaterów UPA (ukr. Ву́лиця Геро́їв УПА, Wułycia Herojiw UPA) – ulica w rejonie frankowskim Lwowa, łącząca ulice Stepana Bandery i Kulparkowską. Zabudowana w stylu modernizmu, konstruktywizmu polskiego lat 30. i radzieckiego lat 50–70. XX w. oraz tzw. stalinkami. Na ulicy obowiązuje ruch jednostronny w kierunku ulicy Kulparkowskiej.

## Nazwy
- do 1870 – ul. Cmentarna boczna z powodu znajdującego się w pobliżu Cmentarza Gródeckiego oraz Pillerówka na cześć rodziny lwowskich drukarzy Pillerów.
- ul. Polna (1871-1919).
- ul. Lwowskich Dzieci (1919-1940) – nazwa przyjęta na cześć młodych lwowian, którzy polegli podczas I wojny światowej jako żołnierze armii austro-węgierskiej.
- ul. Turgieniewska (1940-1941) – nazwa przyjęta przez radzieckie władze okupacyjne na cześć rosyjskiego pisarza Iwana Turgieniewa.
- ul. Lwowskich Dzieci (1941-1943) – nazwa przywrócona na początku okupacji niemieckiej.
- Hindenburgstrasse (1943-1944) – nazwa przyjęta przez niemieckie władze okupacyjne na cześć Prezydenta Rzeszy Niemieckiej Paula von Hindenburga.
- ul. Lwowskich Dzieci (1944) – nazwa przywrócona w lipcu 1944 w czasie powstania lwowskiego.
- ul. Iwana Turgieniewa (1944-2008) – nazwa przyjęta w grudniu 1944, po wkroczeniu do miasta Armii Czerwonej.
- ul. Bohaterów UPA (od 2008) – nazwa przyjęta 17 kwietnia 2008 na cześć żołnierzy Ukraińskiej Powstańczej Armii[6][3].

Za przyjęciem przez Radę Miejską we Lwowie uchwały o zmianie nazwy ulicy Iwana Turgieniewa na ulicę Bohaterów UPA zagłosowało 69 z 90 radnych, przeciwko nie zagłosował żaden, a pozostałych 16 radnych, którzy przebywali w sali obrad, nie brało udziału w głosowaniu.
Przeciwko przyjęciu uchwały wystąpili miejscowi komuniści oraz część mieszkańców budynków, położonych przy ulicy, którzy zarzucili Radzie Miejskiej przyjęcie uchwały z pominięciem konsultacji społecznych.
Zmiana nazwy została skrytykowana przez konsula Rosji we Lwowie, który nazwał uchwałę nieprzyjaznym krokiem w stosunku do Rosji oraz przez Rosyjskie Centrum Kulturalne we Lwowie, w którym zaznaczono, że jest to celowe działanie władz ukraińskich, skierowane przeciwko Rosji i Rosjanom.

## Historia
Na początku bitwy o Lwów w budynku żeńskiej szkoły ludowej im. Henryka Sienkiewicza przy ul. Polnej 21 znajdował się jeden z dwóch głównych punktów mobilizacji i obrony sił polskich, obok Domu Technika przy ul. Issakowicza 18, dowodzony przez kpt. Zdzisława Trześniowskiego.
1 listopada 1918 na ulicy Polnej odbyło się jedno z pierwszych starć polsko-ukraińskich, kiedy żołnierze polscy odpowiedzieli Ukraińcom ogniem na próbę rozbrojenia.

## Budynki
Żaden z budynków, położonych przy ulicy Bohaterów UPA, nie otrzymał statusu zabytku architektury.
Nr 25. Budynek dawnych polskich przedsiębiorstw branży elektrotechnicznej – Fabryki Regeneracji Lamp "Żareg" (1921-1927) oraz Małopolskiej Fabryki Żarówek "Tantris" (1928-1936).
Nr 49. Budynek parterowy, zbudowany pod koniec XIX w. W latach 1906–1913 mieściła się w nim pracownia rzeźbiarska Teobalda Orkasiewicza.
Nr 72. Miejsce nieistniejącej już piętrowej willi, zbudowanej w latach 30. XX w. prawdopodobnie według projektu Józefa Awina w stylu art déco. Autorem pierwotnej płaskorzeźby nad balkonem mógł być lwowski rzeźbiarz Józef Starzyński, który współpracował z Józefem Awinem i często wykonywał w jego projektach dekoracje rzeźbiarskie.

W okresie radzieckim willa przeszła znaczną przebudowę wnętrz na potrzeby lwowskich zakładów telegraficznych. Od lat 90. XX w. willa znajdowała się w stanie ruiny. Budynek nie został uznany za zabytek architektury, mimo że posiadał wszelkie podstawy dla uzyskania tego statusu.

27 grudnia 2019 zarząd miasta Lwowa przyjął decyzję o warunkach zabudowy i zagospodarowania terenu dla wybudowania przez Hotel Business Development Sp. z o.o. hotelu, zgodnie z którą willa została w znacznej części rozebrana, natomiast cześć jej elewacji była wykorzystana jako fasada budynku hotelu.

## Komunikacja miejska
Trasy komunikacji miejskiej (stan na 17 lutego 2024):
- Linie trolejbusowe: 22, 30.
- Linie marszrutek: 7.
- Linie autobusów podmiejskich: 138, 171, 133A, 349.

Przystanki komunikacji miejskiej:
- Pł[oszcza] Łypnewa.
- Wuł[ycia] Smal-Stoćkoho.
- Wuł[ycia] Kopystynśkoho[5].